# Lugu Hu
Lugu Hu (kinesiska: 泸沽湖) är en sjö i Kina. Den ligger i provinsen Sichuan, i den sydvästra delen av landet, omkring 460 kilometer sydväst om provinshuvudstaden Chengdu. Lugu Hu ligger 2 692 meter över havet. Arean är 49 kvadratkilometer. I omgivningarna runt Lugu Hu växer i huvudsak blandskog. Den sträcker sig 9,5 kilometer i nord-sydlig riktning, och 9,8 kilometer i öst-västlig riktning.
Genomsnittlig årsnederbörd är 1 019 millimeter. Den regnigaste månaden är juli, med i genomsnitt 335 mm nederbörd, och den torraste är november, med 3 mm nederbörd.